# تاريخ اليهود في فيينا

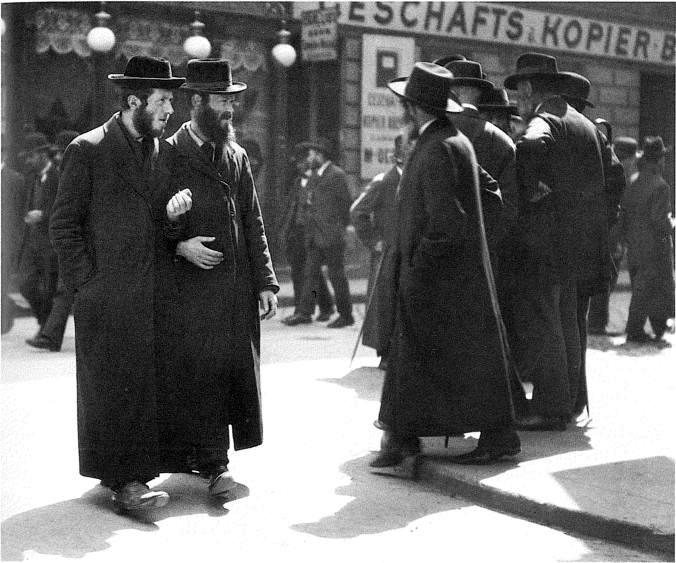

يعود تاريخ اليهود في مدينة فيينا بالنمسا إلى أكثر من 800 عام. توجد أدلة تشير إلى وجود يهودي في فيينا من القرن الثاني عشر وما بعده.
كانت فيينا واحدة من أبرز مراكز الثقافة اليهودية في أوروبا خلال الفترة بين نهاية القرن التاسع عشر وبداية القرن العشرين، ولكن خلال فترة وقوع النمسا تحت حكم الاشتراكية القومية، طُرِد السكان اليهود بالكامل تقريبًا من فيينا أو قُتِلوا في الهولوكوست. بدأت الثقافة والمجتمع اليهودي يتعافيان تدريجيًا في المدينة بداية من عام 1945.

## التاريخ

### العصور الوسطى
توجد أدلة تشير لوجود يهودي في فيينا منذ عام 1194، وكان أول فرد يُدعى شلوم، الذي كان المنزمايستر (سيد سك العملات) الخاص بالدوق فريدريك الأول. منح الإمبراطور فريدريك الثاني في عام 1238 اليهودَ امتيازًا، ويثبت ذلك وجود مؤسسات مجتمعية مثل الكُنس اليهودية والمستشفيات والمذابح في القرن الرابع عشر وما بعده. خوّل لليهود قاضي محكمة أحداث خاص بموجب القانون المدني لفيينا وعُرف بقاضي اليهود، وكان ضروريًا للفصل في النزاعات بين المسيحيين واليهود، على الرغم من أنه لم يكن مخوّلًا للحكم في النزاعات بين حزبين يهوديين ما دام لم يرفع أحد الطرفين بشكوى إليه.
عاش اليهود الأوائل في المنطقة القريبة من معبد المدينة، وعاشوا أيضا منذ عام 1280 تقريبًا في جميع أنحاء ميدان اليهود حاليًا. كانت هذه البقعة هي المركز للحياة الثقافية والدينية اليهودية، وذلك في الفترة بين القرن الثالث عشر حتى القرن الخامس عشر، تحديدًا حتى حادثة فيينا جيسيرا (نوبة هلع فيينا) في عامي 1420 و1421، عندما أمر ألبرت الخامس بإبادة يهود المدينة.

### العصر الحديث المبكر (القرن السادس عشر – الثامن عشر)
سكنت فيينا 12 عائلة يهودية في عام 1512. على الرغم من وجود حظر على بناء مستوطنات جديدة استمر حتى عام 1624، تم التحايل عليه مرارًا من خلال منح استثناءات، لدرجة بناء مقبرة جديدة في سيجاس في عام 1582. قُيِّدت حقوق اليهود بشكل أكبر في عام 1637، ما أدى إلى الخروج الثاني للسكان اليهود من فيينا في عامي 1669 و1670 في عهد ليوبولد الأول. أدى الحصار العثماني الثاني لفيينا في عام 1683 إلى تعيين صامويل أوبنهايمر ممولًا في المحكمة، وقد كان مسؤولًا عن ترميم المقبرة. تمكّن أوبنهايمر من مساعدة سامسون فيرتهايمر من مدينة فورمز على المجيء إلى فيينا في عام 1684. نُصِّب فيرتهايمر لاحقًا يهودي المحكمة، ولكنه لم يستطع أداء واجباته بصفته حاخامًا في فيينا، ثم غادر إلى مدينة آيزنشتات، وهي جزء من سيبينجميندين (الجاليات اليهودية السبع) حيث رُحِّب باليهود تحت رعاية بول الأول، الأمير الاسترهازي الأول لغالنتا.
كان هناك عدد صغير من السكان السفارديم في فيينا الذين كان لديهم مجتمعهم الديني الخاص بهم ومعه كنيس أيضًا، وذلك في عهد ماريا تيريزا. لم تحصل غالبية السكان من اليهود الأشكناز على نفس المكانة إلا لاحقًا في عهد فرانتس يوزف الأول.
متأثرًا بحركة التنوير، أصدر الإمبراطور جوزيف الثاني مرسوم التسامح الذي مهد الطريق لتحرير اليهود. حصل اليهود على بعض الحقوق الممنوحة بالفعل للأمم غير اليهودية، واستُبعِدت القوانين التمييزية أيضًا. على الرغم من ذلك، فقد ظل اليهود ممنوعين من تشكيل مجتمع ديني ومن إقامة الشعائر الدينية في الأماكن العامة.

### الإحياء (القرن التاسع عشر)
في عام 1824، أدت توصية مايكل لازار بيدرمان إلى إحضار الحاخام أيزاك مانهايمر من كوبنهاغن إلى فيينا. كان مانهايمر «مدير المدرسة الدينية الإسرائيلية العامة المعتمدة إمبراطوريًا في فيينا»؛ وذلك نظرًا إلى عدم وجود مجتمع ديني يهودي رسمي. كان مانهايمر حذرًا أثناء إدارته لإصلاحات في فيينا تجنبًا للتسبب في حدوث انشقاقات بين السكان اليهود، كتلك التي حدثت في غالبية المجتمعات اليهودية في أوروبا في القرن التاسع عشر. استُدعيَ لازار هورويتز إلى فيينا بصفته حاخامًا في عام 1828، ومع وصوله أخذ مانهايمر يحرض على إلغاء القسم اليهودي التمييزي. لعب التاجر إيزاك لوف هوفمان أيضًا دورًا أساسيًا في المجتمع اليهودي في فيينا من عام 1806 حتى وفاته في عام 1849.
وضع مانهايمر في 12 ديسمبر 1825 حجر الأساس لمعبد المدينة (كنيس) بزايتنشتتنجس، الذي صممه يوزف كونهاسيل، وبعد ذلك قدّسها مانهايمر في 9 أبريل 1826. تعين سالومون سولزر من مدينة هوونامس مرتلًا في الكنيس في نفس العام، حيث خدم هناك مدة بلغت 56 عامًا.
نظر الكثير من المفكرين اليهود إلى ثورة عام 1848 على أنها فرصة مرحب بها للتشجيع على تحرير مجتمعهم. لأول مرة في تاريخهم، مُنح اليهود الحق غير المُقِّيد في الإقامة وفي ممارسة شعائرهم الدينية في جميع أنحاء النمسا، وذلك طبقًا لدستور عام 1867. نتيجة لذلك، نما حجم الجالية اليهودية سريعًا: بلغت الجالية اليهودية في فيينا 6200 يهودي عام 1860، وسرعان ما ارتفع هذا العدد إلى 40200 عام 1870، ووصل إلى 147000 نهاية القرن. تطورت مديرية فيينا الثانية المعروفة بليوبولدشتات؛ فأصبحت مركز الحياة اليهودية في فيينا في تلك الفترة، وتميزت مديريتا بريجيتيناو (التي انفصلت عن بليوبولدشتات في عام 1900) وأيسجغند المجاورتان لبليوبولدشتات بنسب عالية من السكان اليهود كذلك. شكل اليهود الذين سكنوا هذه المناطق غالبية اليهود في فيينا، وكانوا ينتمون في الغالب إلى الطبقات الدنيا أو المتوسطة، وكانوا عمالًا يدويين، وحرفيين، ورجال أعمال صغار (مثل أصحاب مقاهي)، وتجارًا. عاش اليهود الأثرياء في معظم الأحيان في فيلات في ضواحي دوبلينغ، وهيتزنغ، وفي إنر شتات (وسط المدينة).
استجاب تيودور هرتزل لتزايد انتشار معاداة السامية خلال هذه الفترة بخلق الصهيونية السياسية. كانت الجالية اليهودية في الوقت ذاته مُقادة في الغالب من قبل يهود مندمجين في المجتمعات.